# Tehuelches megye
Tehuelches egy megye Argentínában, Chubut tartományban. A megye székhelye José de San Martín.

## Települések
A megye a következő nagyobb településekből (Localidades) áll:
- Gobernador Costa
- José de San Martín
- Río Pico
- Doctor Atilio Oscar Viglione
- Las Pampas

Kisebb települései (Parajes):
- Alto Río Pico
- Putrachoique
- Laguna Blanca
- Arroyo Arenoso
- Aldea Shaman
- Lago Vintter
- Nueva Lubecka
- Rio Frias